# Аран (острова)
Острова́ А́ран (ирл. Oileáin Árann, англ. Aran Islands) — группа из трёх островов (Инишмор, Инишман, Инишир), расположенных у западного побережья Ирландии. С востока омываются водами залива Голуэй. Входят в графство Голуэй провинции Коннахт.
Население — 1251 чел. (2011).

## Общая информация

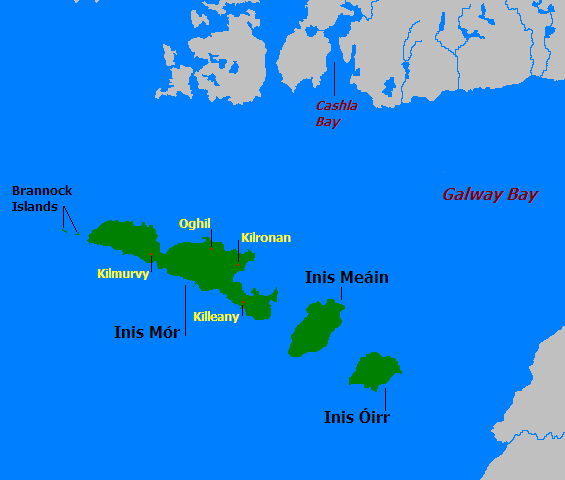
Карта островов Аран

Аранские острова сформированы из известняковой гряды. Самый крупный — Инишмор, имеет 13 км в длину и 3 км в ширину.
Жители островов, изолированные от остальной Ирландии, сохранили свои обычаи и культуру. Фермерство, рыболовство — основные занятия островитян.

## Достопримечательности
- Дун Инаса — форт железного или бронзового века. Состоит из четырёх концентрических стен и острых каменных кольев.
- Дун Духарь — сооружение железного века. Также известно как Чёрный форт.
- Килронан — главный порт островов Аран.

## Традиции
Острова Аран знамениты своими шерстяными вещами и национальными костюмами. Мужской костюм состоит из твидовой безрукавки и плетёного ремня. Женский костюм состоит из красной фланелевой юбки и перекрещённой шали.
Иногда на островах можно увидеть куррах — низкую лодку с веслами, которая веками являлась транспортным средством для местных жителей.

## Как добраться
Паромом из города Россавил: Island Ferries или Дулин: Doolin Ferry Company. Паромы ходят весь год. С машиной переправиться на острова нельзя, но в Килронане можно арендовать велосипед.

## Ссылки

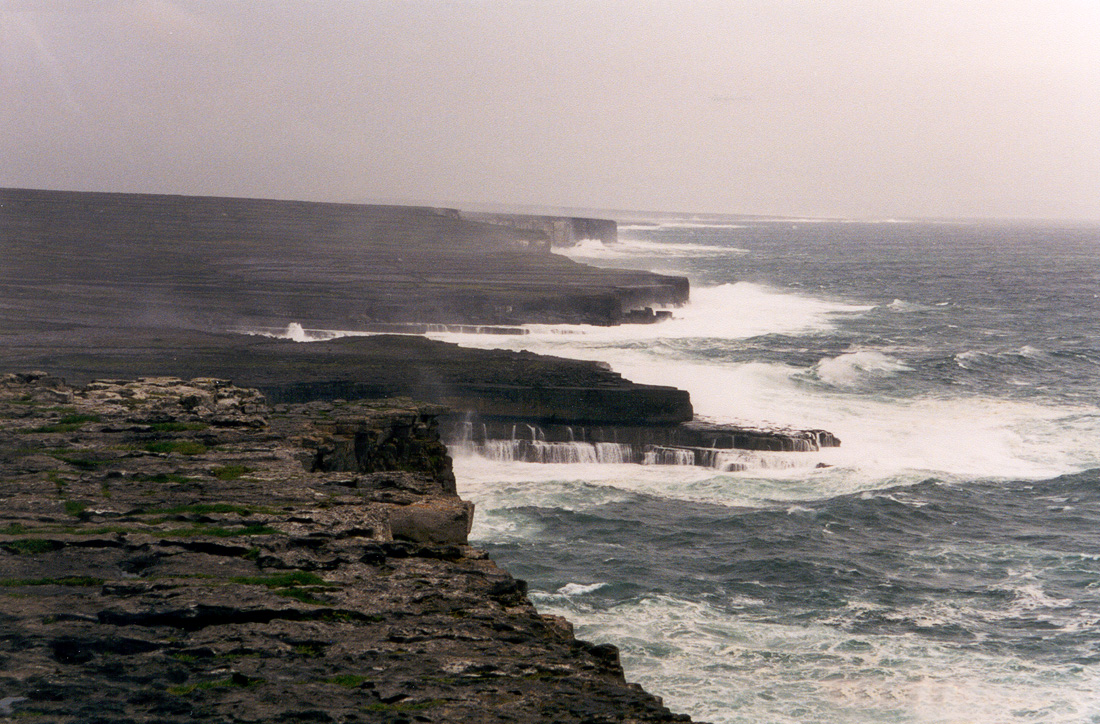
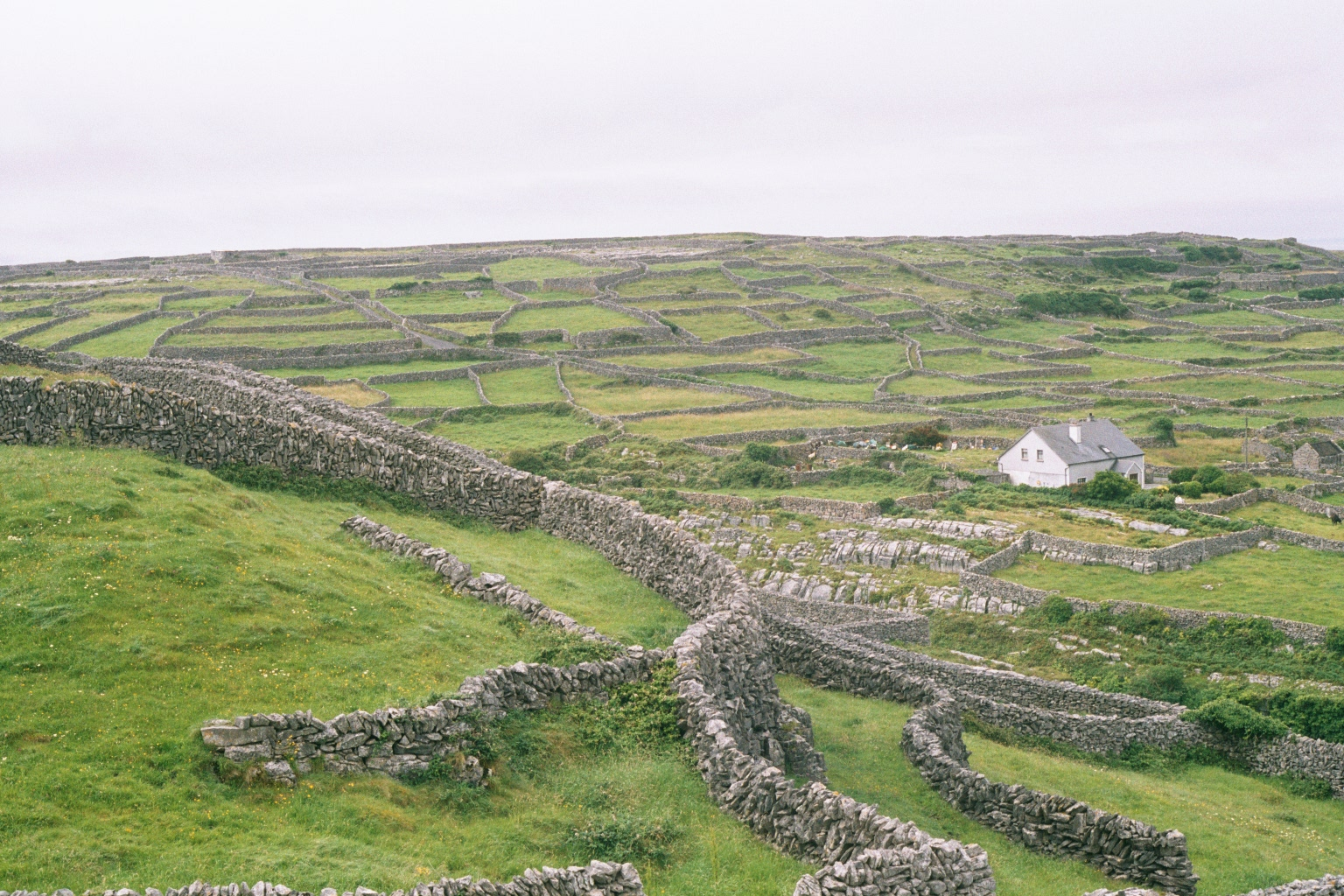